# Álvaro Fernández (Radsportler)

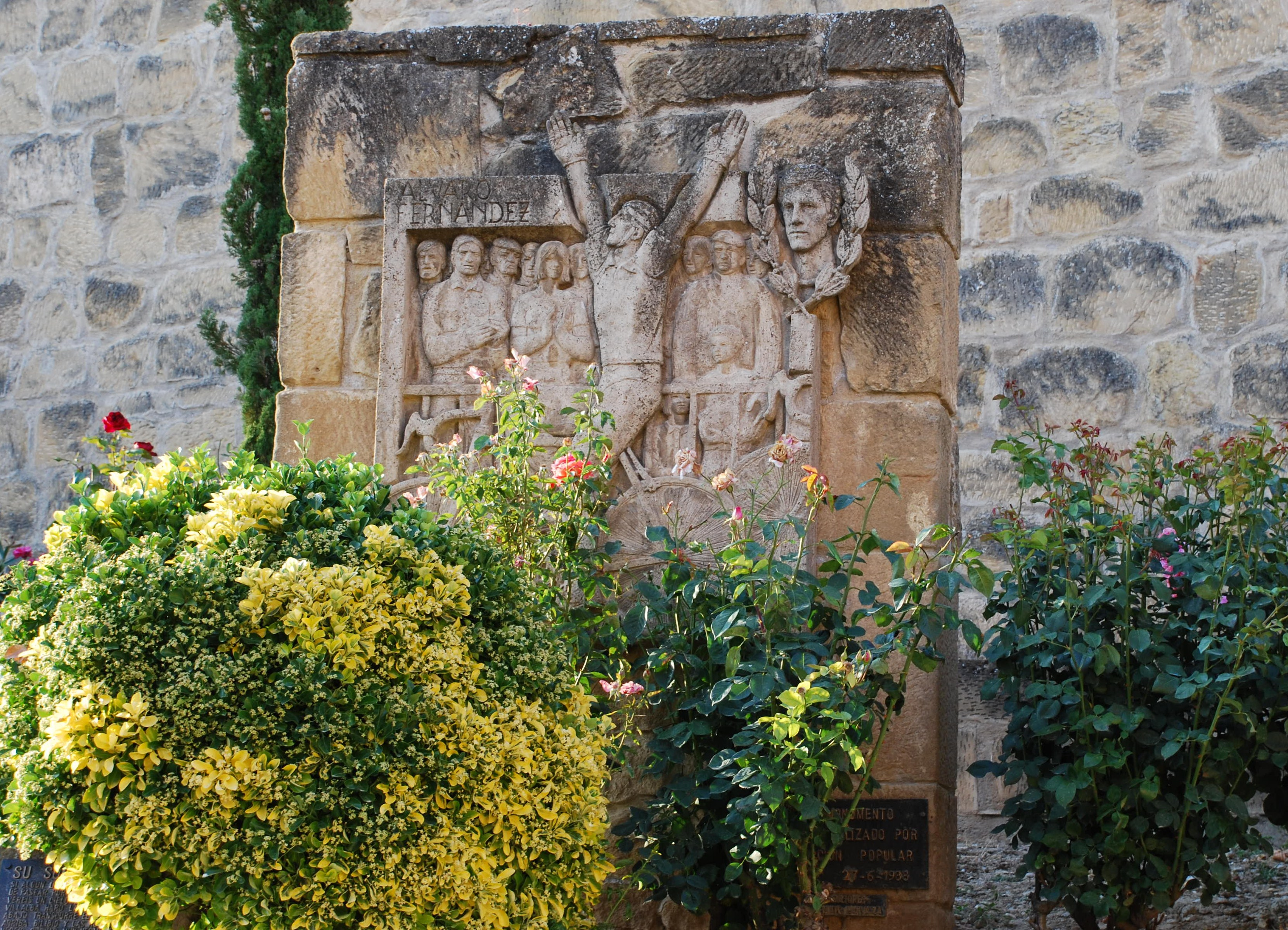
Monumento Álvaro Fernández

Álvaro Fernández Fernández (* 22. Juli 1960 in Villalba de Rioja; † 11. Januar 1987 in Lugo) war ein spanischer Radrennfahrer.

## Sportliche Laufbahn
Das Etappenrennen Volta a Castelló gewann Fernández 1984. In der Vuelta Ciclista a Navarra war er in jener Saison vor Miguel Indurain erfolgreich. Fernández bestritt die Internationale Friedensfahrt (76. Platz, mit Indurain im Team) und die Tour de l’Avenir (71. Platz). Zum Ende der Saison wurde er Berufsfahrer im Radsportteam Reynolds. Er fuhr 1985 erneut die Tour de l’Avenir (76. Platz).
Als Radprofi konnte er keine Erfolge erzielen. Er starb bei einem Trainingsunfall.